# Camponotus parius
Camponotus parius är en myrart som beskrevs av Carlo Emery 1889. Camponotus parius ingår i släktet hästmyror, och familjen myror. Inga underarter finns listade.